# Guignardia psidii
Guignardia psidii är en svampart som beskrevs av Ullasa & Rawal 1984. Guignardia psidii ingår i släktet Guignardia och familjen Botryosphaeriaceae.   Inga underarter finns listade i Catalogue of Life.